# Chris Jones (Leichtathlet)
Chris Jones (* 8. Oktober 1973) ist ein ehemaliger US-amerikanischer Leichtathlet, dessen Spezialdisziplin der 400-Meter-Lauf war.

## Sportliche Kontroverse
Seinen vermeintlich größten sportlichen Erfolg feierte Jones bei den Leichtathletik-Weltmeisterschaften 1997 in Athen, als er gemeinsam mit Jerome Young, Antonio Pettigrew und Tyree Washington den Wettbewerb in der 4-mal-400-Meter-Staffel als erster beendete. Mit 2:56,47 Minuten lagen die US-Amerikaner dabei ursprünglich vor den Teams aus Großbritannien um Roger Black (2:56,65 min), der Landesrekord laufenden Mannschaft aus Jamaika (2:56,75 min) sowie Polen (3:00,26 min).
Aufgrund eines Doping-Skandals von Antonio Pettigrew wurde die ursprünglich als Weltmeister ausgezeichnete US-Staffel 2009 nachträglich disqualifiziert.

## Persönliche Bestleistung
- 400 Meter – 45,20 s (1999)[2]